# 张一魁
张一魁，镶黄旗人，是一名清朝政治人物。荫生出身。
张一魁曾于康熙十九年(1680年)接替侯显爵任邵武府知府一职，康熙二十五年(1686年)由王知人接任。